# Iglesia fortificada de Viscri
La iglesia fortificada de Viscri ( en rumano: Biserica fortificată din Viscri ; en alemán: Kirchenburg von Deutsch-Weisskirch) es una iglesia fortificada luterana en Viscri ( Deutsch-Weisskirch ), condado de Brașov, en la región de Transilvania en Rumania. Fue construido por la comunidad sajona de Transilvania de etnia alemana en un momento en que la zona pertenecía al Reino de Hungría. Inicialmente católica, se convirtió en luterana después de la Reforma. Junto con el pueblo circundante, la iglesia forma parte de los pueblos con iglesias fortificadas en Transilvania, Patrimonio de la Humanidad por la UNESCO.

## Descripción

### Antecedentes y la iglesia
La Weisskirch ("iglesia blanca") del nombre alemán del pueblo hace referencia a una capilla construida por los habitantes de Székely que vivieron allí antes de la llegada de los sajones entre 1141 y 1162, durante el reinado de Géza II. El edificio era rectangular, con un altar semicircular de piedra caliza de color blanco verdoso. Cuatro capiteles románicos que se conservan en el coro, incluido uno utilizado como pila bautismal, también son de esta época. En un principio se pensó que las monedas y los pendientes encontrados en las tumbas del interior y el exterior de la capilla eran del reinado de Coloman (1095-1116), pero una revaluación determinó que la moneda más antigua era del último reinado de Géza II, lo que sugiere que los restos eran de sajones y no de sículos.

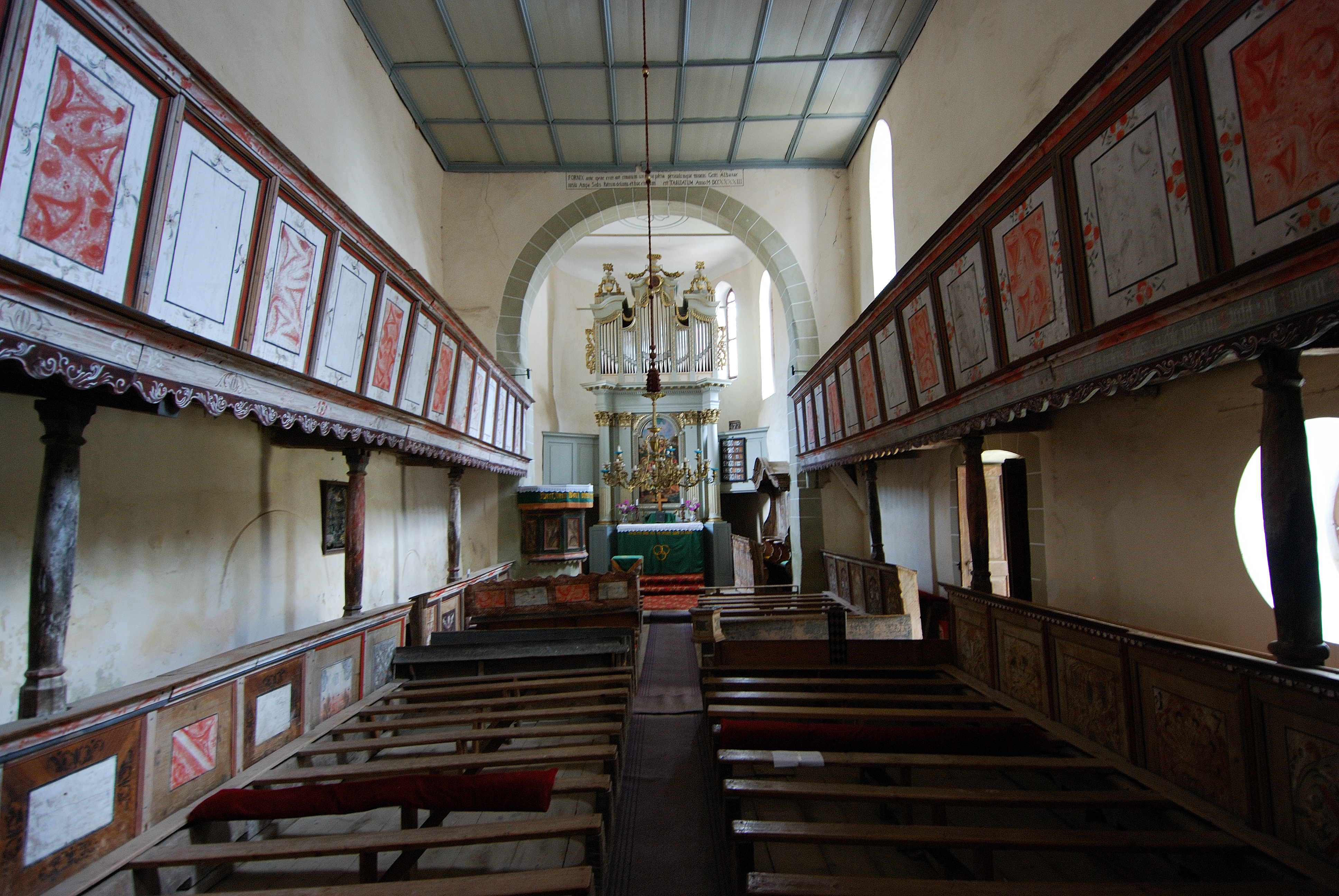
El interior de la iglesia de salón con su galería de madera.

En el siglo XIII, los sajones construyeron una iglesia de salón románica que integraba la capilla pero también introdujeron cambios, como una galería de asientos de madera en el extremo occidental. El ábside, cuyo altar posiblemente sea de época románica, presenta un capitel festoneado único en Transilvania. Este diseño era popular en la Alemania del siglo XII, pero desapareció poco después de llegar a Austria, lo que sugiere que la iglesia data de la primera mitad del siglo XIII como máximo.
En el siglo XIV la iglesia se convirtió en una iglesia comunitaria. El ábside fue sustituido por un coro trapezoidal más amplio. La iglesia fue fortificada hacia el año 1500: la sala se alargó y se unió a la torre del homenaje, antes independiente y probablemente perteneciente a la familia de un conde. Se añadió un nivel más a la torre del homenaje, utilizado para las campanas y dotado de una crestería que se apoyaba en ménsulas. El tejado presentaba un sexto nivel con troneras para disparar. El nivel defensivo del coro fue demolido en 1743. Debido al carácter pacífico de la época, la crestería de la iglesia fue desmontada después de esa fecha, sustituida por almacenes de grano para los habitantes del pueblo. El techo interior está dividido en cuadrados, también de 1743, época en la que se colocó el austero mobiliario.

### Fortificaciones y reconocimiento

Plano de la iglesia fortificada

En el siglo XII se empezaron a construir fortificaciones alrededor de la capilla. Formando un óvalo y hechas de piedra de río y de campo, se conservan los muros sur, este y noreste, de 7 m de altura. La entrada se realiza a través del muro sureste, al que se añadieron dos torres y dos baluartes en el siglo XIV. La torre sur, empotrada en el exterior de la muralla, tenía tres pisos y una crestería que descansaba sobre ménsulas de madera. Los niveles inferiores de la torre, que compartían techo con el baluarte sur, se unían en un vestíbulo al que se accedía desde el este. El nivel superior conservaba sus parapetos, con su borde de roble y sus troncos móviles que podían encerrar a los defensores. La crestería y el tejado del baluarte sur se unieron a los de la torre sur.

En 1999, Viscri, junto con otros cinco lugares, se añadió a la ya incluida Biertan para formar los pueblos con iglesias fortificadas en Transilvania, Patrimonio de la Humanidad por la UNESCO. Además, la iglesia está catalogada como monumento histórico por el Ministerio de Cultura y Asuntos Religiosos de Rumania, con las siguientes entradas separadas: los muros interiores y las torres, los muros exteriores y un espacio exterior del siglo XIX para bailes festivos.

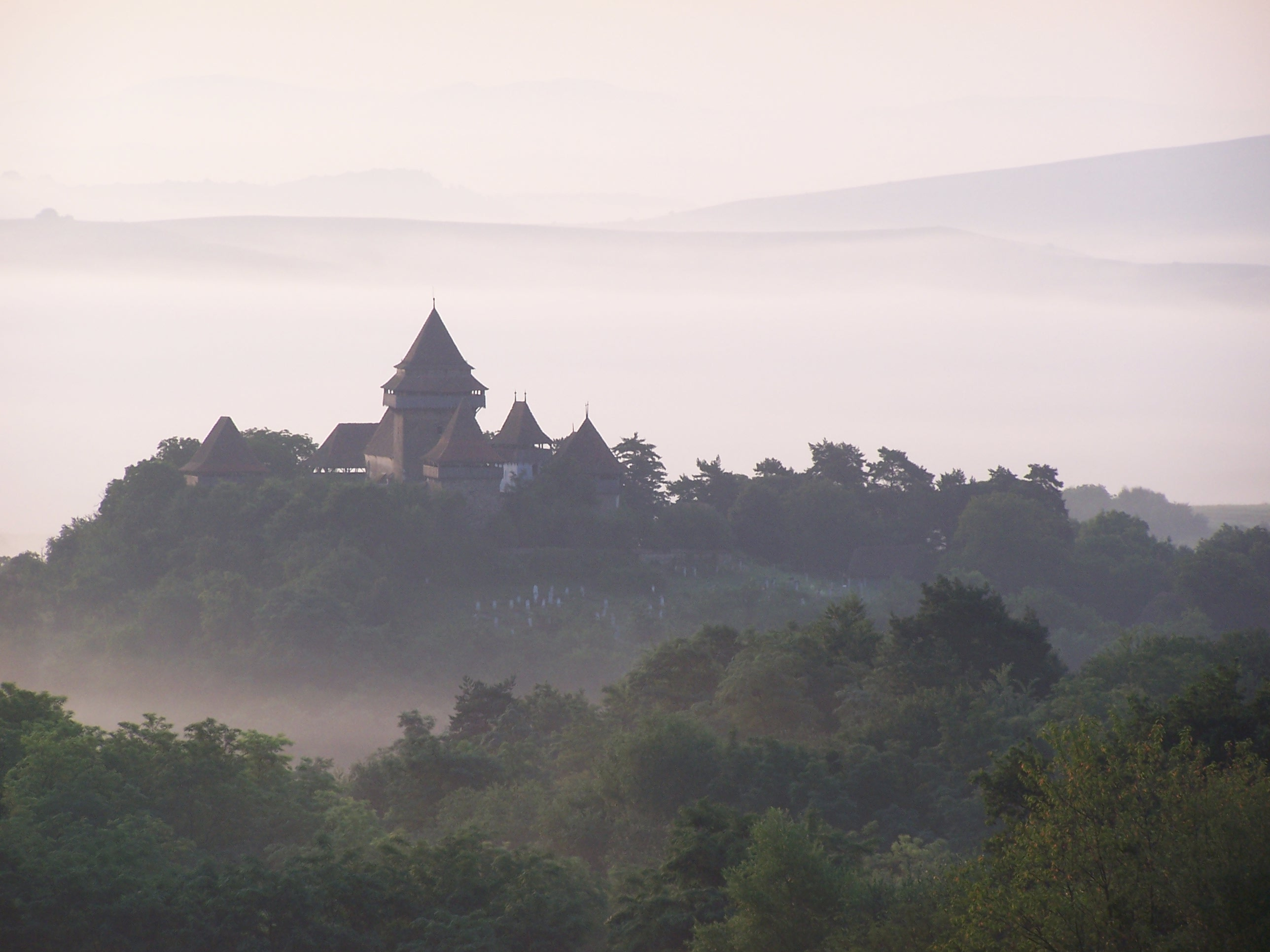
Vista lejana
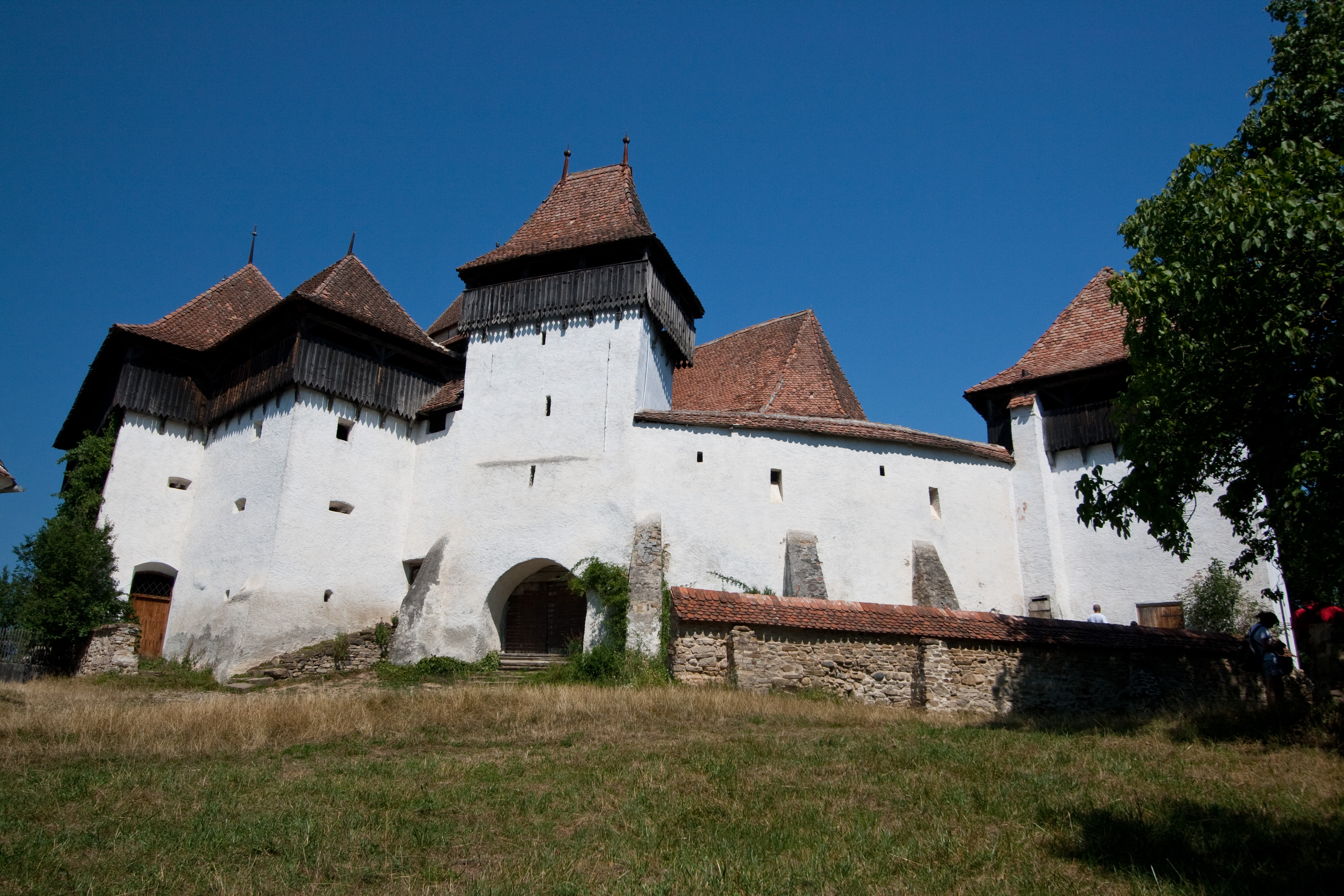
Muro sureste
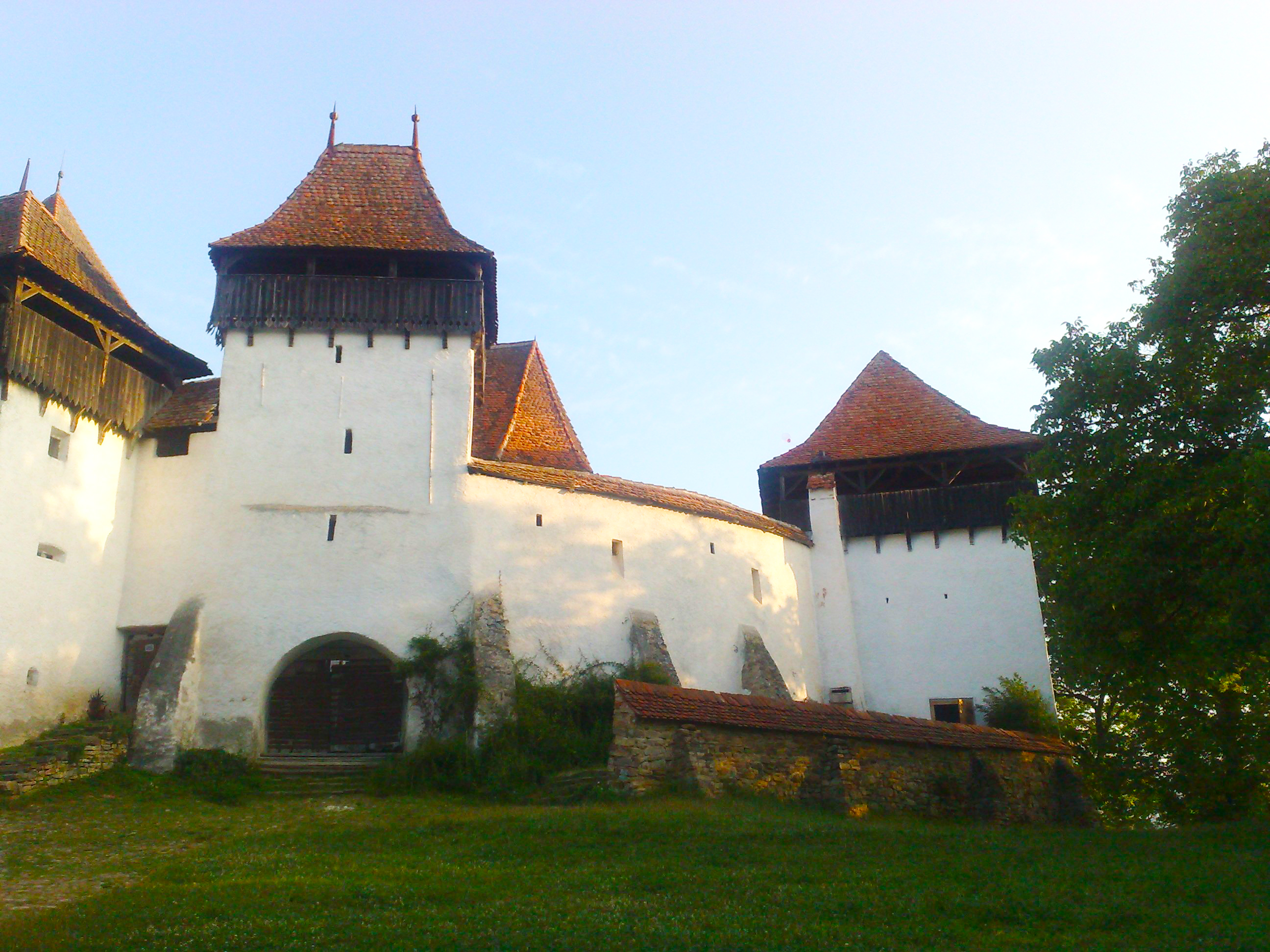
Puerta de entrada principal
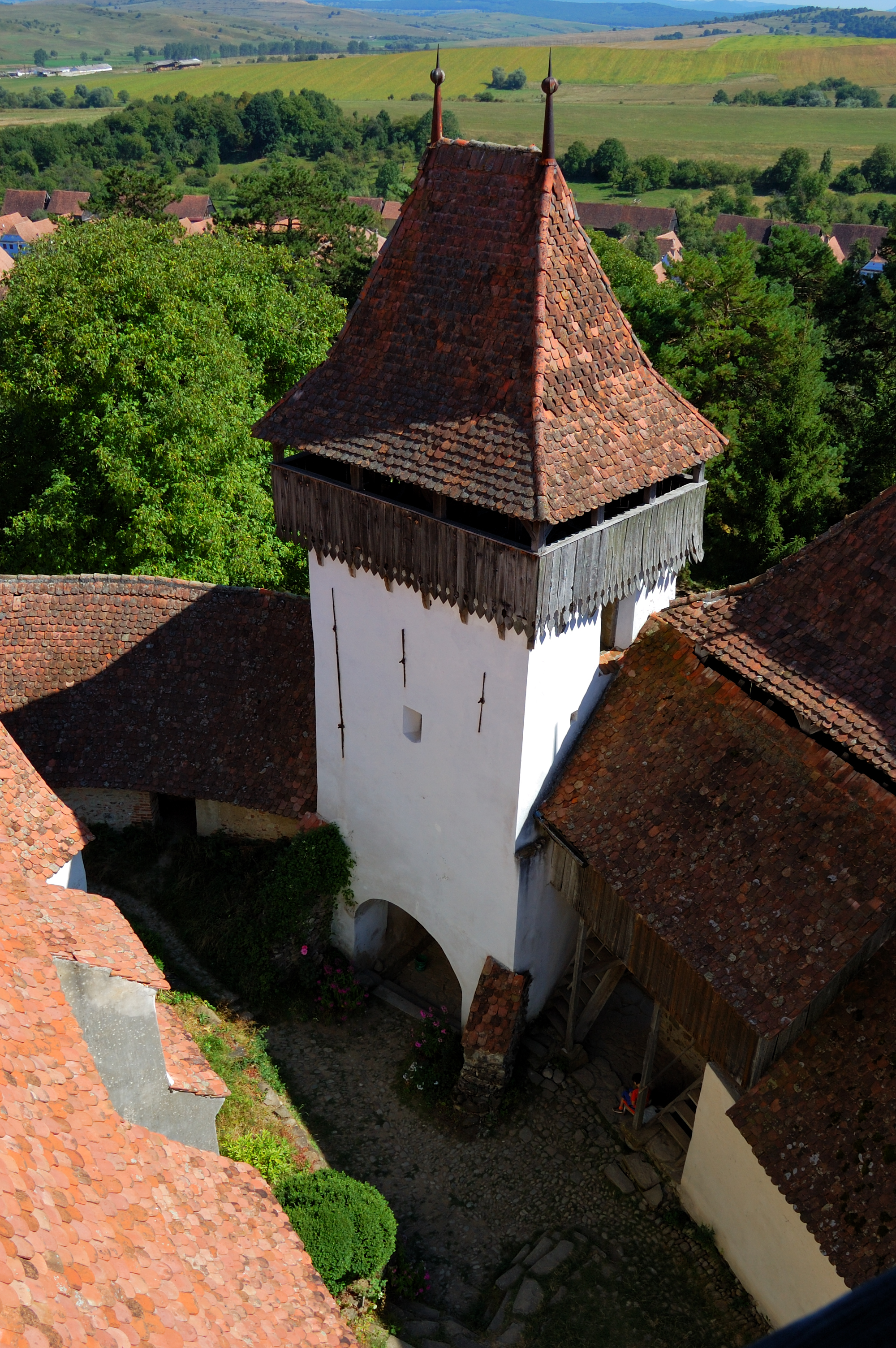
Interior de la pared
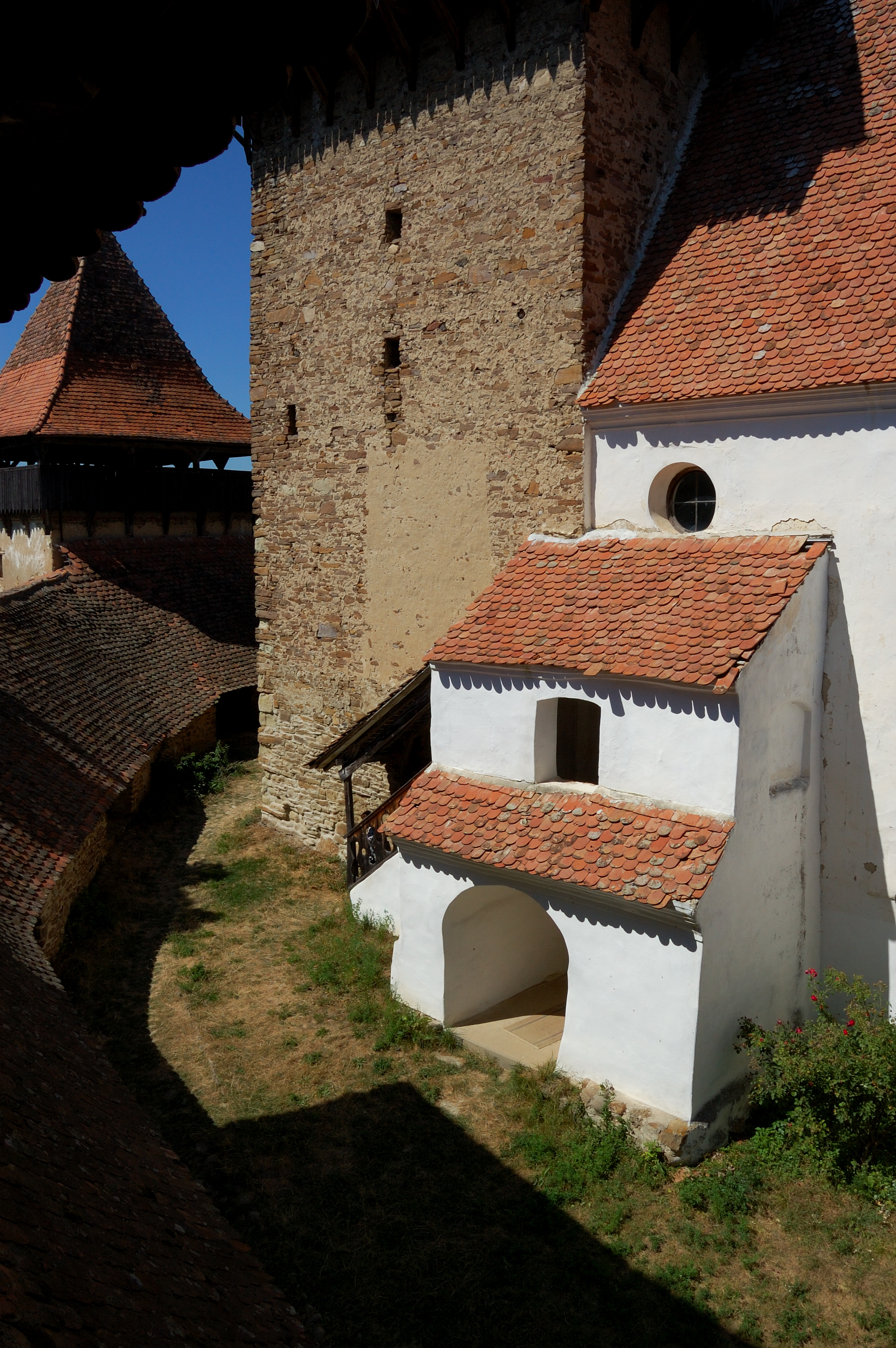
Muralla, torre del homenaje e iglesia (de izquierda a derecha)
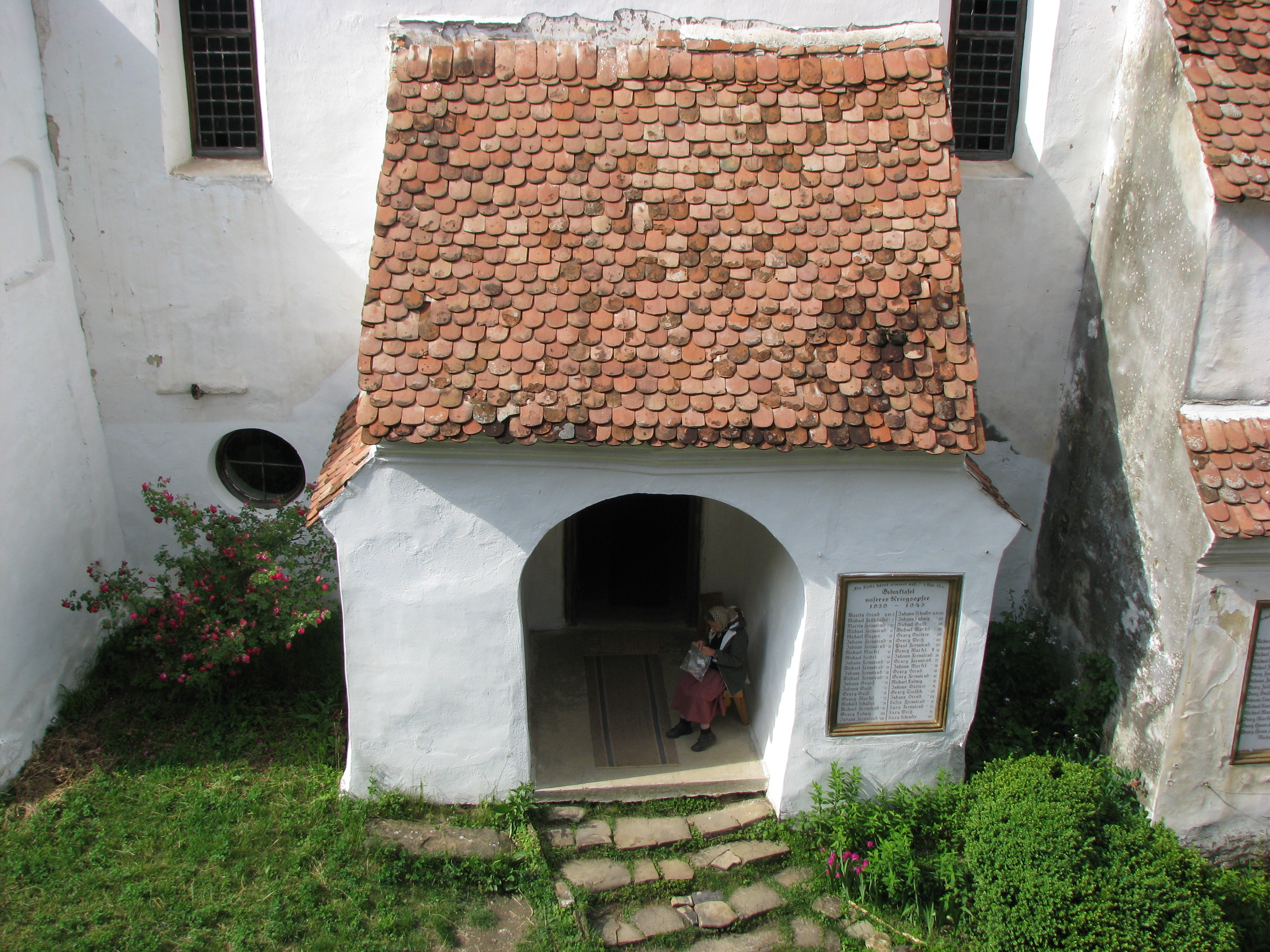
Entrada de la iglesia